# Ур (континент)
Ур — стародавній континент, який, можливо, був першим на Землі, сформувався 3 млрд років тому на початку архейського еону. Існують припущення, що Уру передував інший стародавній континент — Ваальбара, який сформувався в період 3,6-3,1 млрд років тому.
Приблизно 1 млрд років тому, Ур об'єднався з континентами Нена і Атлантика, сформував таким чином суперконтинент Родінія. Ур існував як єдине ціле в складі суперматериків, аж поки не був розірваний на частини під час розпаду суперконтиненту Пангея на Лавразію та Гондвану. Породи, які були в складі континенту Ур, нині є частинами Африки, Австралії та Індії.
На початку свого існування, Ур, швидше за все, був єдиним континентом на планеті. Таким чином, Ур може вважатися суперконтинентом, хоча, можливо, він був навіть меншим за сучасну Австралію. Крім Уру в той час на Землі були лише невеликі ділянки суші, які були недостатньо великими, щоб називатися континентами.

## Історія
- ~ 3 млрд років тому — Ур формується як, можливо, єдиний континент на Землі.
- ~ 2,8 млрд років тому — Ур був основною частиною суперконтиненту Кенорланд.
- ~ 2 млрд років тому — Ур був основною частиною суперконтиненту Колумбія
- ~ 1 млрд років тому — Ур був основною частиною суперконтиненту Родінія.
- ~ 550 млн років тому — Ур був основною частиною суперконтиненту Паннотія.
- ~ 300 млн років тому — Ур був основною частиною суперконтиненту Пангея.
- ~ 208 млн років тому — Ур розпався на Лавразію і Гондвану.
- ~ 65 млн років тому — в африканській частині Ур був розірваний як частина Індії.
- ~ Нині залишки Ур частково виявляються в Австралії та на Мадагаскарі.